# アリッチャ
アリッチャ（伊: Ariccia）は、イタリア共和国ラツィオ州ローマ県にある、人口約18,000人の基礎自治体（コムーネ）。
ラテン語名はアリキア（Aricia）で、アリシアとも表記される。ジェームズ・フレイザーの『金枝篇』に載せられた、金枝の伝承はこの地の話である。

## 地理

### 位置・広がり
ローマ県南部のコムーネ。カステッリ・ロマーニと総称される都市のひとつ。

#### 隣接コムーネ
隣接するコムーネは以下の通り。括弧内のLTはラティーナ県所属を示す。
- アルバーノ・ラツィアーレ
- アプリーリア (LT)
- アルデーア
- ジェンツァーノ・ディ・ローマ
- ラヌーヴィオ
- ネーミ
- ロッカ・ディ・パーパ

### 気候分類・地震分類

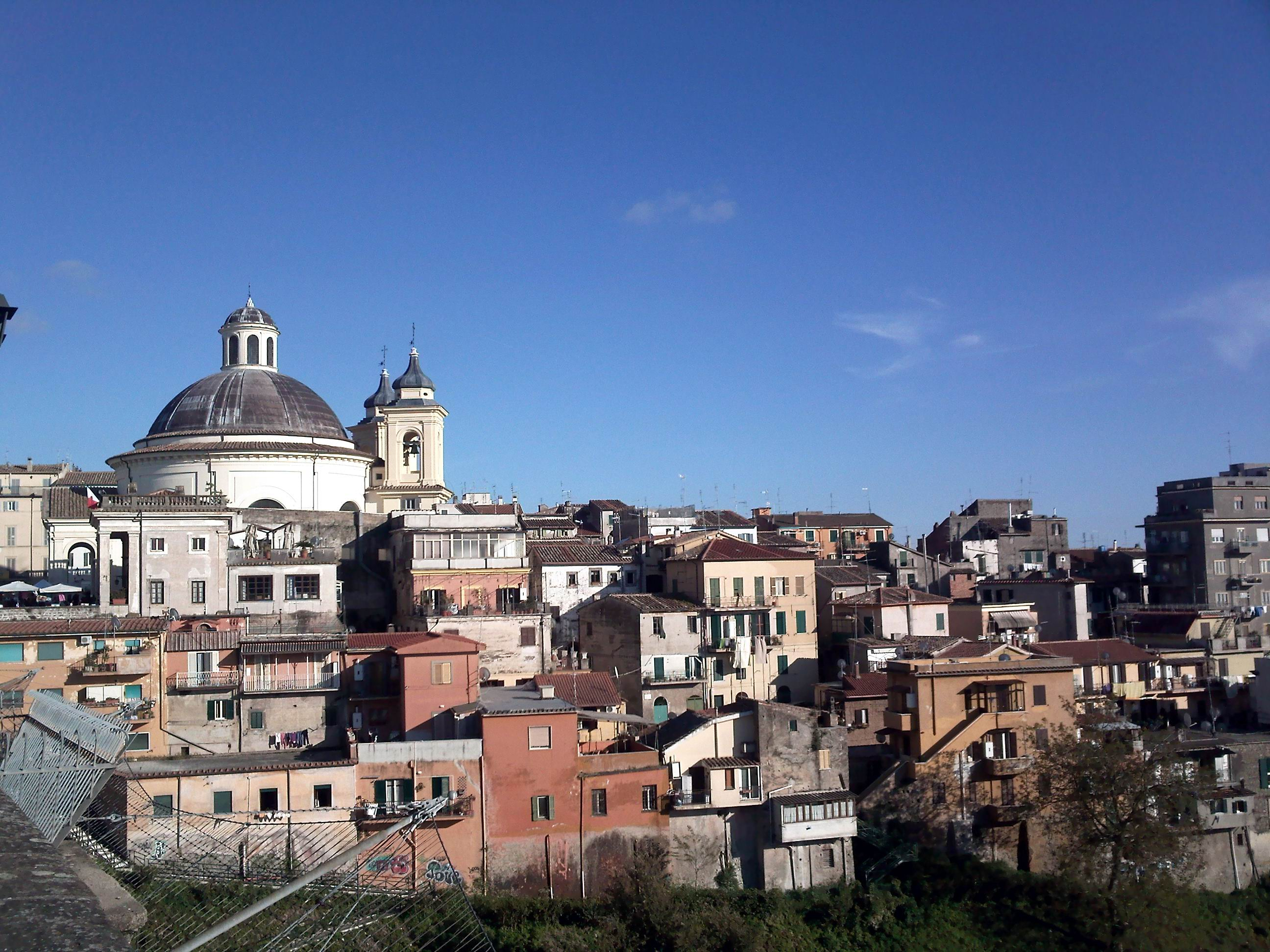
旧市街

アリッチャにおけるイタリアの気候分類 (it) および度日は、zona D, 1942 GGである。
また、イタリアの地震リスク階級 (it) では、zona 2B (sismicità media) に分類される。

## 姉妹都市
- リヒテンフェルス (de) 、ドイツ
- クルノン＝ドーヴェルニュ、フランス
- プレストウィック、イギリス